# Durucz Jenő
Durucz Jenő (1935–) magyar gépészmérnök, pilóta és műrepülő.

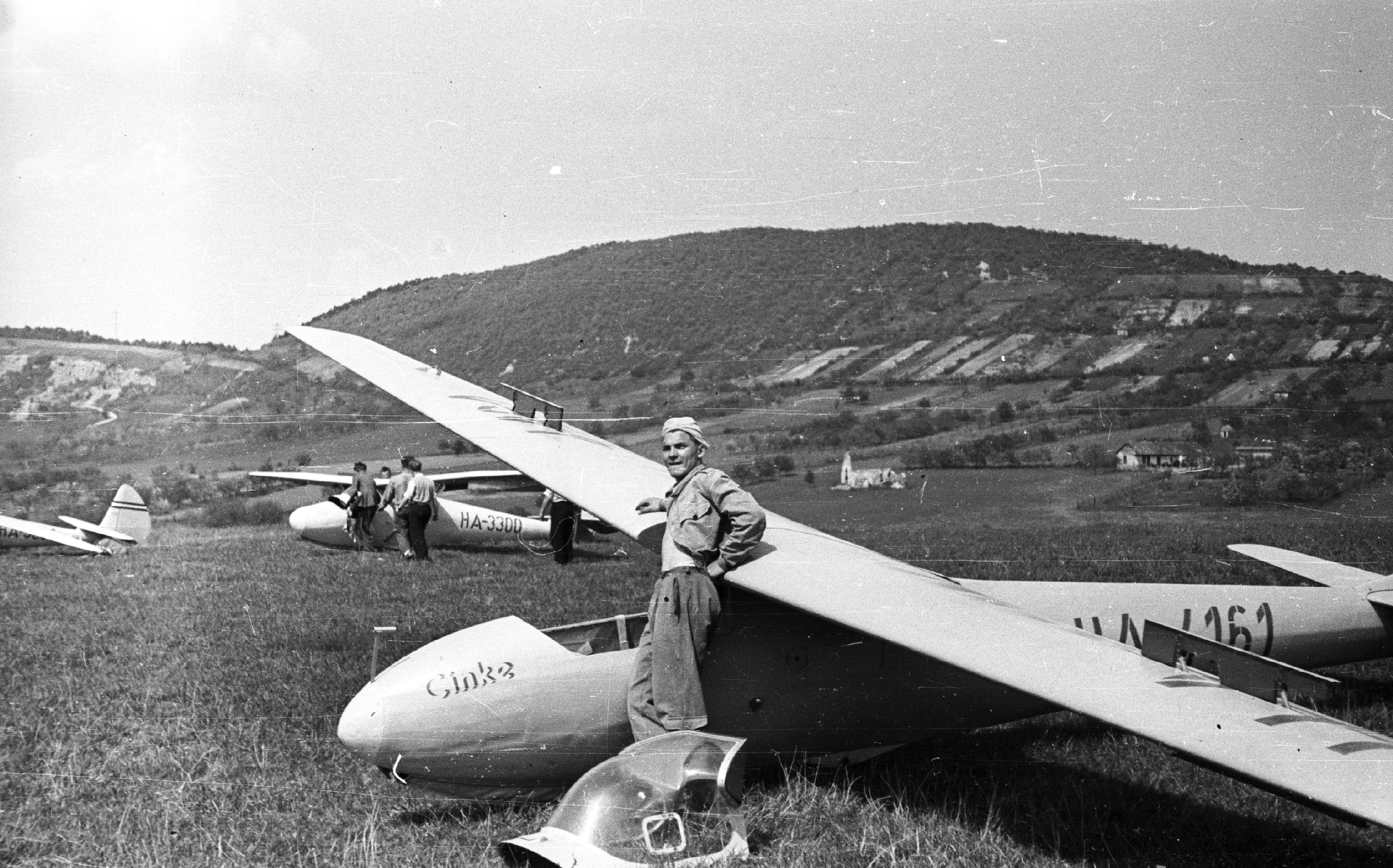
Durucz Jenő

## Életpályája
Mezőgazdasági gépészmérnöknek tanult, majd az egyetem elvégzése után az egyetemen mint tanársegéd vállalt munkát.
Repülő pályafutása 1950-ben kezdődött, amikor siófoki nyaralása alkalmával egy ismerőse magával vitte a Kiliti repülőtérre. Itt, egy Cimbora vitorlázó repülőgéppel végrehajtott starttal kezdődött pályafutása, mely után a Hármashatárhegyen a Postás Repülőklubban kezdett el repülni, s rövidesen eljutott az ezüstkoszorúig is, majd versenyezni kezdett, és megszerezte az aranykoszorút és egy gyémántot is. Közben Budaörsön és Békéscsabán motoros gépre is megszerezte a szakszolgálati engedélyt, s érdeklődése a műrepülés felé fordult. 1964-től a Malév oktatási osztályán dolgozott. 1966-ban, mivel az akkori vezérigazgató nem engedte el edzőtáborozásra, kilépett, és visszament tanítani az egyetemre, ahol 1967-ben adjunktus lett. 1967-ben bekerült a műrepülő válogatott keretbe, melynek tagjaival Hajdúszoboszlón megkezdi a felkészülést az 1968-as  műrepülő-világbajnokságra, majd a szoboszlói felkészülés után Erdős Mihállyal, Farkas Gyulával, Farkas Sándorral, Kovács Pállal együtt bekerült az ötfős válogatottba.
1968-ban a világbajnoki szereplés után élve a felkínált lehetőséggel a MALÉV-hoz ment pilótának, ahol először Il–14-es gépre kapott kiképzést, majd a típus gyors háttérbe szorulása miatt az Il–18-ra képezték át, ahol parancsnok lett. 1975-ben a Tu–134-es típusra, 1982-ben pedig a Tu–154-re képezték át. 1987. december 18-án ő volt a Malévtól elsőként kivont, HA-LBE lajstromjelű Tu–134-esével a Budapest-Varsó-Budapest utasforgalmi repülésen, majd az ezt követő emlékrepülésen a gép parancsnoka. Ugyancsak ő volt annak a Tu–154-esenek (HA-LCN) a parancsnoknak, melyet 1989. március 26-án Prágában eltérítettek. Eközben 1982–1995 között a Polgári Légiközlekedési Hatóság állományában tevékenykedett mint hatósági pilóta. 1997-ben ment nyugdíjba.
Társszerzője a Mezőgazdasági gépszerelő szakmai ismeretek című tankönyvnek.